# Tempio rupestre di Ellesija
Il tempio rupestre di Ellesija fu fatto scavare nel 1430 a.C. circa dal faraone Thutmose III a Ellesija, vicino al sito archeologico di Qasr Ibrim, ed era il più antico tempio rupestre della Nubia, dedicato a Horus di Miam, alla dea Satet e allo stesso sovrano.
Dal 1966 è conservato nel Museo Egizio di Torino, a seguito della donazione da parte dell'Egitto all'Italia che si era impegnata del salvataggio del manufatto dall'allagamento del lago Nasser.

## Descrizione

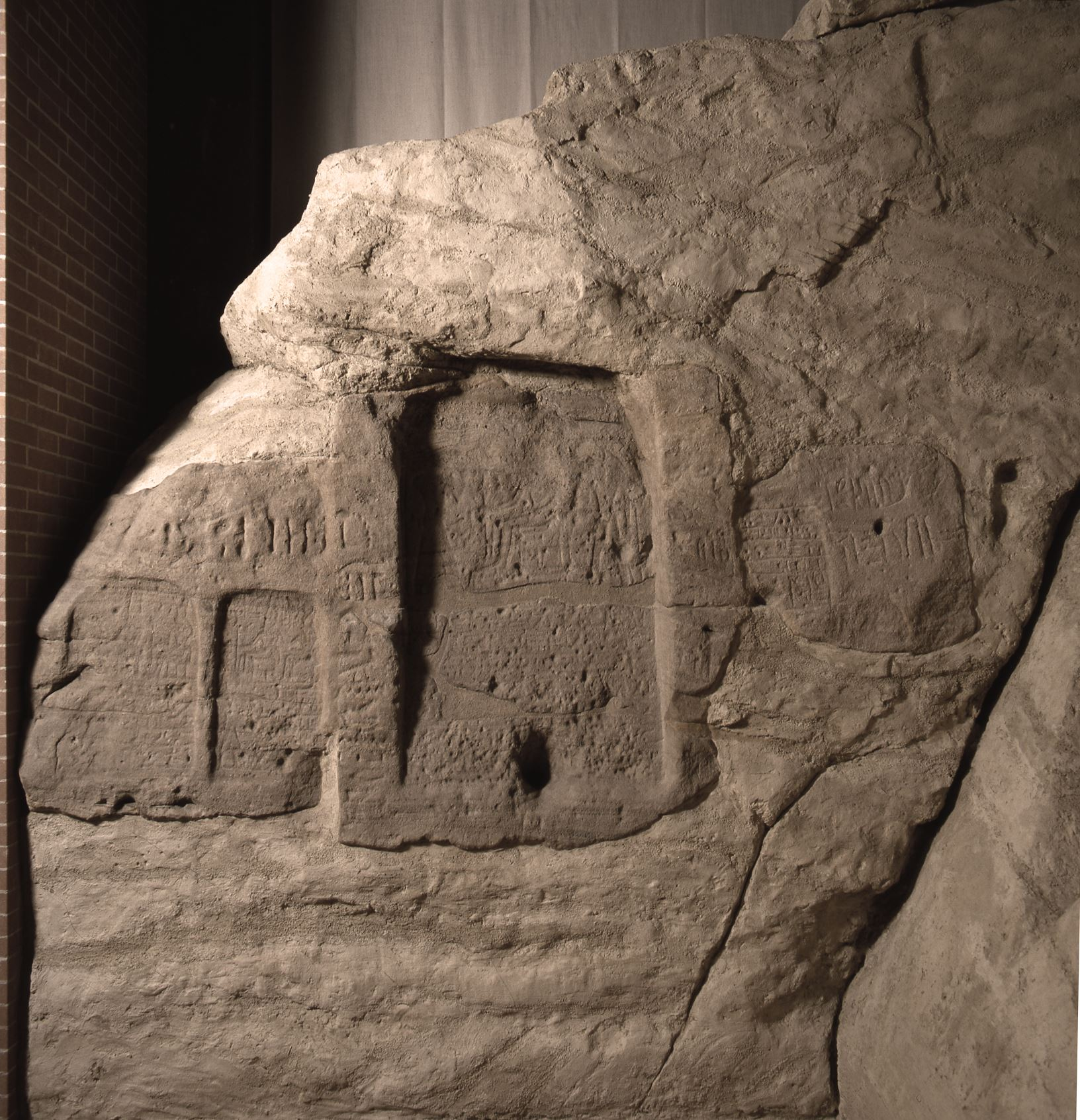
Particolare del Tempio di Ellesija

Ingresso del tempio, vestibolo

Interno del tempio

Nella sua relazione, Silvio Curto descrive il tempio così come creato, scavato nella parete dell'altopiano, con pianta a T rovesciata e con dimensioni di circa 6 m e 30 per 5 m e 50 di larghezza.
La facciata inclinata con l'ingresso a sinistra era abbellita da tre grandi stele ed altre iscrizioni di funzionari e privati, in segno di devozione.
La prima stele di Thutmose III era la donazione del tempio, venne riprodotta da Lepsius ed era datata "Anno 51, mese 2 della stagione di Peret, giorno 14 del regno di Thutmose III" ovvero 1450 a.C.
Della seconda stele non vi era più traccia, ma secondo l'usanza egizia si può ipotizzare che vi fosse redatto l'elenco dei beni donati dal sovrano al tempio ed ai sacerdoti per l'esercizio delle sacre cerimonie.
La terza stele di Ramses II, relativa al restauro, raffigurava nel registro superiore il sovrano nell'atto di fare offerte al dio Amon-Ra e Horus di Miam mentre in quello inferiore vi era Setau viceré di Nubia, che diresse il restauro del tempio.
L'interno era riccamente decorato con rilievi, rappresentanti numerose scene di Thutmose III con molte divinità egizie e nubiane, tra cui Dedùn, Sopdu, Amon, Nekhbet, Anuqet, e con Sesostri III, conquistatore della Nubia. 
Dal vestibolo si accedeva a una cella rettangolare sul cui fondo vi era una tavola delle offerte in pessimo stato di conservazione e tre statue assise anch'esse deteriorate ma che consentirono di identificare Thutmose III tra Amon-Ra e Horus di Miam.
La statua di Amon-Ra era stata abrasa durante il Periodo amarniano ma ne furono ridefiniti i contorni nel restauro voluto da Ramses II.
In origine, come scritto sulla pietra di fondazione, il tempio era dedicato a Horus di Miam e Satet, sua consorte e protettrice di Assuan, ma la crescente importanza del dio Amon-Ra ne fece modificare le sembianze, così come riportato nella terza stele di Ramses II.
Infine, diventa un luogo di culto cristiano, come testimoniano croci e stelle a cinque punte incise sul portale d’ingresso e sulle pareti interne.
La particolarità architettonica è rappresentata dal soffitto a botte mai realizzato nei precedenti templi rupestri, amalgamando perfettamente pareti e soffitto.

Dettaglio dell'architrave dell'ingresso con rilievi
Rilievo all'interno
Rilievo all'interno
Rilievo con figura inginocchiata
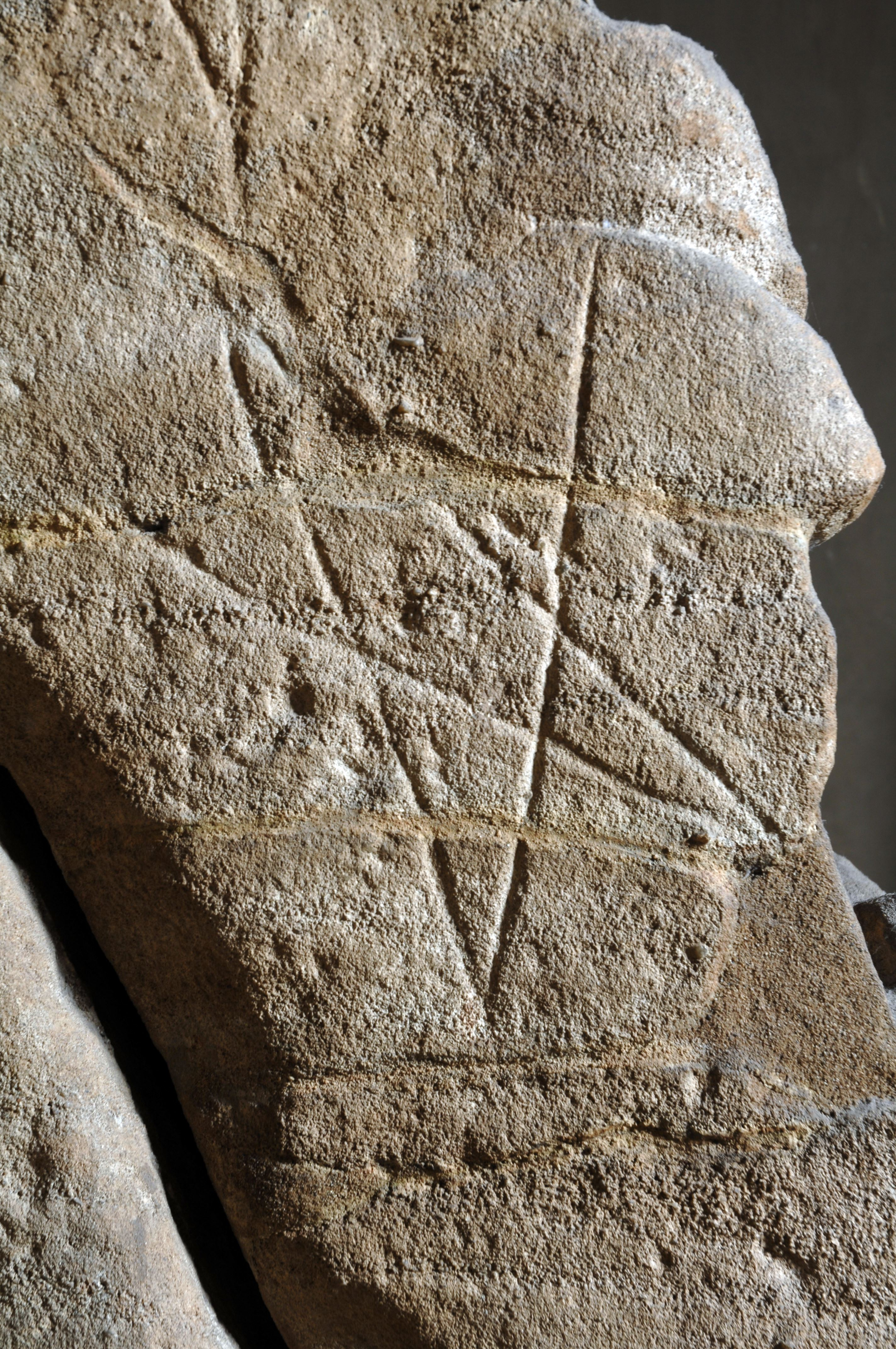
Incisioni rupestri di età cristiana

## Storia del salvataggio
Nel 1965 il Museo Egizio di Torino provvide a salvare il tempio nubiano di Ellesija, che minacciava di essere sommerso dal lago Nasser. Nell'anno successivo il monumento fu generosamente donato dall'Egitto all'Italia e assegnato dal governo italiano al Museo Egizio di Torino.
Tra i principali sostenitori e finanziatori della costosa opera di salvataggio, iniziata nel 1965, è da ricordare Battista Farina. 
All'epoca Silvio Curto pubblicò un resoconto riguardante l'operazione di salvataggio, operata grazie ai progetti ed agli scavi in loco dell'ingegner Celeste Rinaldi, in collaborazione con Vito Maragioglio, ai quali è dedicata una targa commemorativa, che aveva anche lo scopo di porsi come guida per i visitatori del tempio. 
Negli anni novanta il restauro venne completato dalla Soprintendenza al Museo Egizio di Torino, che affidò a Curto la nuova edizione del primo resoconto. Originariamente le statue del naòs erano illuminate in corrispondenza del solstizio d'estate, oggi, a causa dello spostamento, vengono illuminante allo stesso modo, ma con un giorno di ritardo.